# Taras Ševčenko
Taras Hryhorovyč Ševčenko (ukrajinsky Тарас Григорович Шевченко) (25. únorajul./ 9. března 1814greg. Morynci, dnes Čerkaská oblast Ukrajiny – 26. únorajul./ 10. března 1861greg. Petrohrad, Rusko) byl ukrajinský básník, výtvarný umělec, folklorista a etnograf. Vedle Ivana Kotljarevského zakladatel moderní národní ukrajinské literatury, symbol země a ukrajinské kultury. Jeho pomníky stojí v mnoha ukrajinských i světových městech. Za psaní v ukrajinštině a obhajobu ukrajinské nezávislosti byl v roce 1847 uvězněn. Ze 47 let svého života prožil Ševčenko 24 let jako nevolník, 9 let na svobodě, 10 let ve vyhnanství a 4 roky pod policejním dohledem.

## Život

### Dětství a mládí
Ševčenko se narodil ve středoukrajinské vesnici Morynci jako třetí dítě v rodině nevolnického sedláka. V roce 1816 se rodina Ševčenkových přestěhovala do vesnice Kirylivka (od roku 1929 Ševčenkovo), kde prožil dětství v chudobě a těžké práci. V devíti letech přišel o matku, v jedenácti o otce. Ten ho ještě před smrtí poslal do církevní školy, kde musel vykonávat různé práce pro despotického učitele–jáhna. Po dvou letech odtud utekl do sousední Lysjanky, protože se chtěl učit malovat. Ševčenko měl malířské nadání, které však kvůli zákazům vrchnosti mohl jen těžko rozvíjet. Vystřídal několik učitelů v okolních vesnicích a nakonec se vrátil domů pást dobytek. V roce 1828 se stal sluhou u majitele panství Pavla Engelhardta, který ho vzal s sebou do Vilna. Všiml si Ševčenkových výtvarných schopností a umožnil mu jít do učení k malíři pokojů a chodit na přednášky o kreslení. Když se v roce 1831 stěhoval s celou rodinou do Petrohradu, jel Ševčenko s ním.
V Petrohradě se učil u malíře Vasilije Širjajeva, který ho představil několika malířům a básníkům. Ševčenko se během čtyř let naučil základní malířské techniky, maloval portréty členů panské rodiny, podílel se na výzdobě městského divadla a ve chvílích volna chodíval do parku malovat sochy. V roce 1836 se tam seznámil se svým krajanem, malířem Ivanem Sošenkem. Ten ho uvedl mezi ruské a ukrajinské umělce, kteří se stali Ševčenkovými přáteli a podporovali jeho touhu po dalším vzdělávání. Patřili k nim Vasilij Andrejevič Žukovskij, Alexej Venecianov, Jevgenij Hrebinka, Vasyl Hryhorovyč, Karel Brjullov a další. Díky nim mohl být Ševčenko roku 1838 vykoupen z nevolnického stavu a získat svobodné postavení, což byla podmínka pro přijetí na Petrohradskou uměleckou akademii. Peníze získali uspořádáním soukromé aukce, do které věnoval obraz uznávaný malíř Brjullov.

### Tvůrčí období v Petrohradě
V akademii Ševčenko studoval u Karla Brjullova a zároveň se intenzivně věnoval jednak literatuře, jednak studiu věd. Období od roku 1840 do roku 1846 znamenalo skutečný tvůrčí vzestup, v této době době se plně rozvinul jeho talent malíře a básníka. Roku 1840 mu vyšla první sbírka s názvem Kobzar (ukrajinský výraz pro lidového pěvce, hráče na banduru), která obsahovala 8 básní. Vzbudila mimořádný ohlas a autorovi přinesla slávu především na Ukrajině. O dva roky později následovala poema Hajdamáci, ve které vylíčil utrpení ukrajinských kozáků a okolnosti jejich povstání proti polské šlechtě. V roce 1843 navštívil rodnou ves a její okolí; do Petrohradu se vrátil rozčarován. Znovu přijel po dvou letech. Poznatky z cest, ukrajinská lidová tvorba a společenské poměry mu poskytly náměty pro další básně – Sen, Sova, Kateřina a další. Některé z těchto romanticko–revolučních veršů vzbudily pozornost carské cenzury.
V tomto období Ševčenko napsal v ruštině dvě dramatická díla – Nevěstka (1841), která se dochovala jen z části a Nazar Stodola (1843), na historické téma z kozáckého prostředí.
Úspěchy dosáhl i jako malíř. Už během studia na Akademii získal medaile za své výtvarné práce (1839, 1840 a 1841) a v roce 1844 mu byl přiznán titul svobodného umělce malby za olejomalbu Kateřina, vytvořený podle stejnojmenné básně. Další ocenění mu přinesl obraz Gypsy (1845).
V roce 1845 strávil několik měsíců v Perejaslavi u svého přítele doktora Kozačkovského a právě zde vznikly další významné básně Kavkaz, Kacíř a Testament (Má závěť). Zúčastnil se zde i archeologického výzkumu kyjevské univerzity a vytvořil řadu kreseb místních architektonických a historických památek. V roce 2008 bylo v bývalém domě Kozačkovského otevřeno muzeum Tarase Ševčenka.
Básně z toho období zahrnul Ševčenko do připravované sbírky Tři léta, která byla zabavena cenzurou a její rukopis byl objeven až v roce 1906.

### Vyhnanství

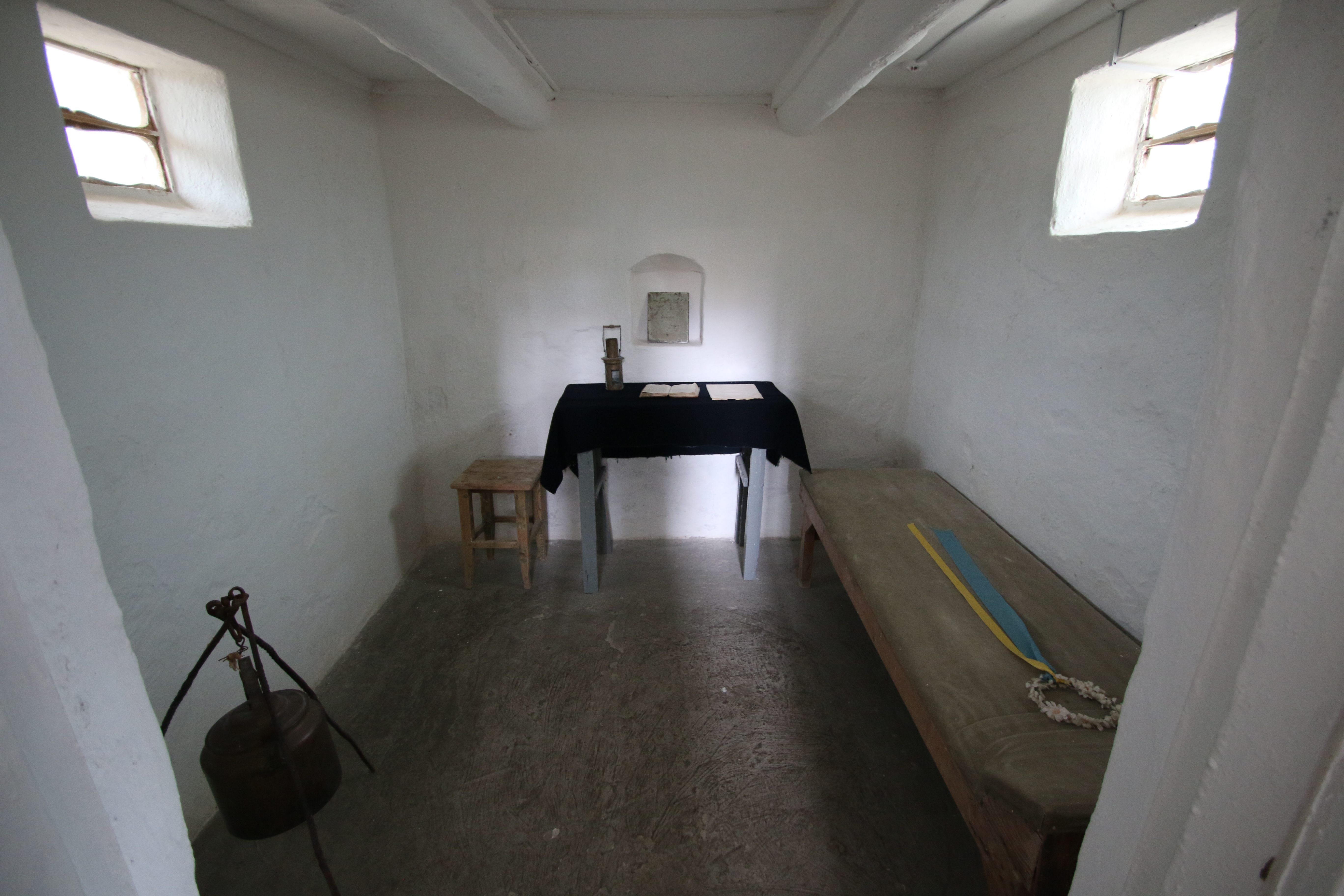
Ševčenkova cela v Novopetrovsku

Roku 1846 vstoupil do tajného Cyrilometodějského bratrstva, usilujícího o zrovnoprávnění a nezávislost slovanských národů. V dubnu 1847 byl Ševčenko zatčen a postaven před soud. Přestože mu nebylo dokázáno přímé zapojení do činnosti bratrstva, byl na carův rozkaz odsouzen za to, že jako známý umělec ve své tvorbě vyjadřoval lítost nad útlakem ukrajinského lidu a šířil pomluvy o carském dvoru.
Následujících deset let strávil Ševčenko ve vyhnanství, převážně v Orenburgu a v Orské pevnosti. Zpočátku měl přísný zákaz psát a kreslit. V letech 1848–1849 se jako člen geografické expedice vedené Alexejem Butakovem vydal do dnešního Kazachstánu a okolí Aralského jezera. Za porušení zákazu kreslit byl přemístěn do Novopetrovského opevnění (dnes Fort-Ševčenko), kde zůstal až do konce trestu. Během desetiletého období se střídala období, kdy se Ševčenko mohl věnoval psaní, malbě či rytectví, s obdobími, z nichž neznáme žádné dílo. V Novopetrovsku Ševčenko napsal několik příběhů v ruském jazyce (Kněžna, Umělec, Dvojčata), básní a také deník, který je cenným zdrojem básníkových myšlenek i popisem krutých poměrů ve vyhnanství.

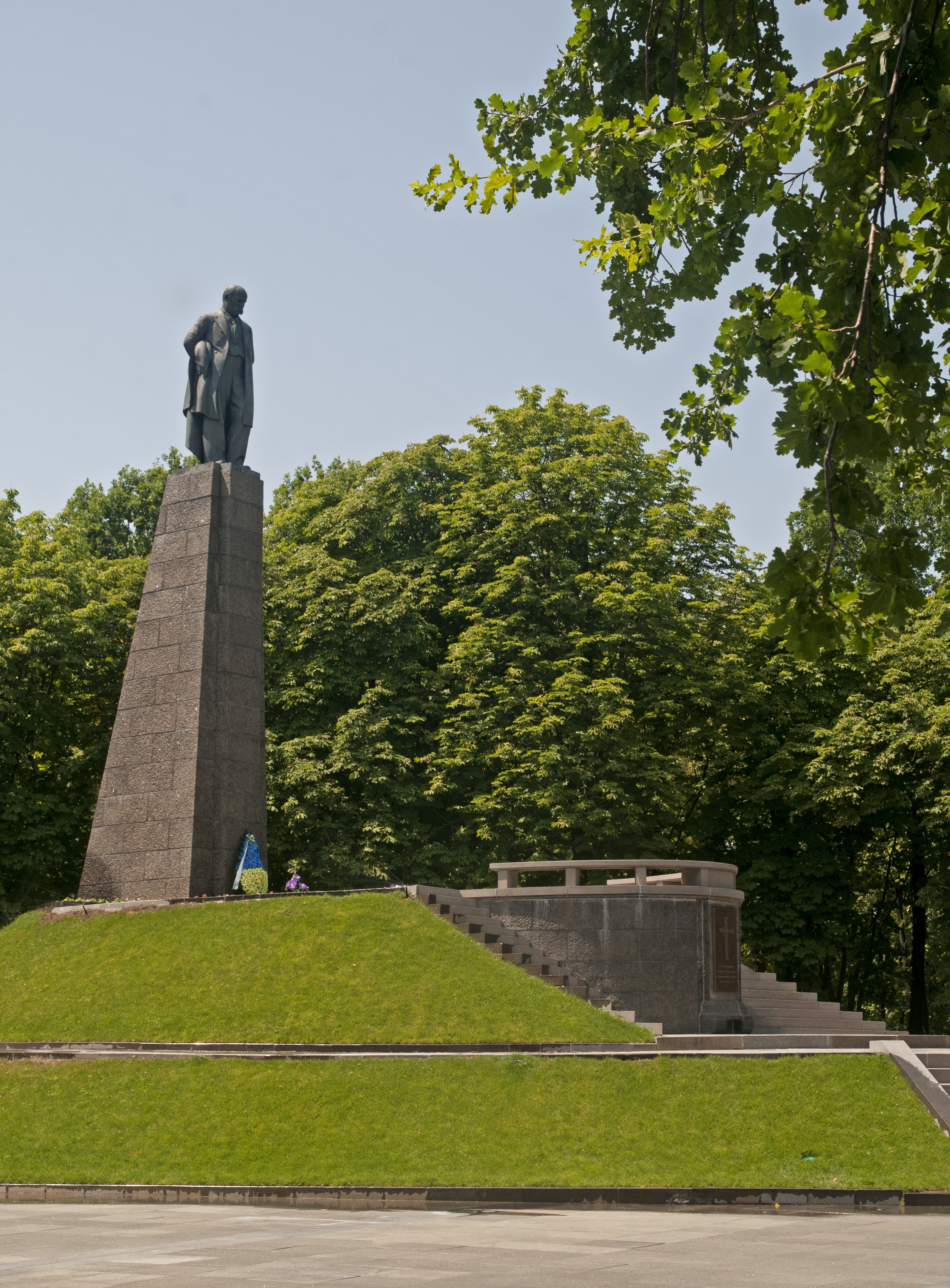
Pomník Tarase Ševčenka v Kanivu

### Poslední léta
Roku 1857 vyhnanství skončilo. Přispěly k tomu i přímluvy přátel v Petrohradě, zejména viceprezidenta Akademie hraběte Fjodora Tolstého. Ševčenko byl stále pod policejním dohledem, bylo mu však umožněno vydat se přes Astrachaň a Nižnij Novgorod do Petrohradu. Zapojil se do kulturního života, předčítal na veřejnosti své básně, pracoval na rozšíření své sbírky Kobzar, která vyšla v novém vydání v roce 1860. Básně psal až do konce života – Maria, Neopouštějte nás.
Roku 1859 dvakrát navštívil Ukrajinu, kde si chtěl vystavět domek a založit rodinu. To se však nezdařilo, protože byl zatčen za pobuřování. Po propuštění se vrátil do Petrohradu a tam usiloval o získání akademického titulu v oboru rytectví, který mu byl udělen v září 1860. Pracoval také na vytvoření školní učebnice v ukrajinském jazyce. Připravoval vydávání časopisu Osnova, jehož první číslo vyšlo ještě za jeho života.
Jeho zdraví bylo oslabeno vlivem těžkých podmínek během vyhnanství. Trpěl srdeční vadou, revmatismem a cirhózou jater (Ševčenko byl těžký alkoholik). Zemřel 10. března 1861. Po pohřbu konaném v Petrohradě 12. března 1861 byly jeho ostatky dovezeny na Ukrajinu, kde byly uloženy nedaleko Kaniva na stráni nad Dněprem. V průběhu 20. století tam byl vybudován památník s muzeem Tarase Ševčenka.

## Dílo

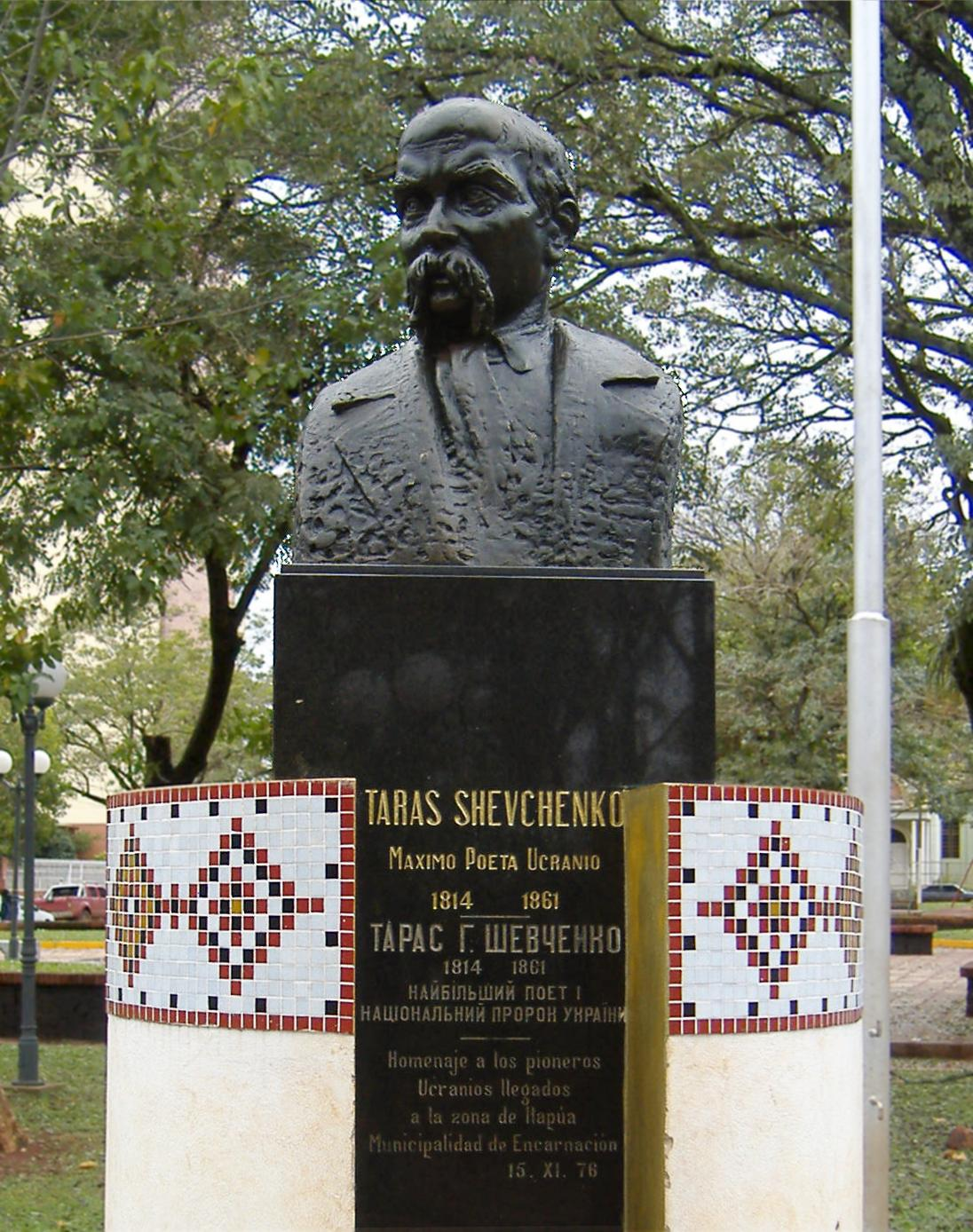
Ševčenkův pomník je k vidění i v paraguayském městě Encarnación

Ševčenkovo dílo čítá několik sbírek, povídek a dramat a množství maleb, kreseb a rytin. Zachovala se též korespondence a fragmenty deníkových záznamů.
Ivan Franko o Ševčenkovi řekl, že s ním „do evropské literatury vstoupil prostý mužik z vesnice“. Hlavním pramenem inspirace byl Ševčenkovi skutečně jednak lidový život Ukrajiny – tehdy téměř výhradně venkovské –, jednak vlastní prožitky z cest vyhnanství. Jeho velkým tématem byla národní poroba Ukrajinců ze strany Ruska (dříve též Polska), obecněji pak soucit s lidským utrpením a nesplněnými touhami vůbec. Podporoval rovnoprávnost žen ve společnosti a své postoje vyjádřil v básních, věnovaných ženským hrdinkám jako jsou Kateřina, Služka nebo Maria.
Svým dílem šířil mezi lidi myšlenky na svobodu a nezávislost. Pro pozdější ukrajinskou literaturu byl Ševčenko největším vzorem (a také předmětem epigonství). Jeho obraz básníka byl zkreslován a někdy i zneužíván k politickým účelům. Zdůrazňován byl sociálně–kritický aspekt a národní kořeny jeho tvorby. Na Ukrajině je mu dodnes věnována velká pozornost i na akademické půdě. Bylo toho o něm napsáno tolik, že další spisy o něm podle některých názorů vedou jen k zamlžení jeho osobnosti a díla.
Tvořil v ukrajinštině, některá díla i v ruštině. Ševčenkův básnický jazyk dokázal spojit lidovou ukrajinštinu s knižními archaismy, novotvary, rusismy i prvky církevní slovanštiny a vytvořit z nich nástroj vyhovující nejvyšším nárokům uměleckosti. Obohatil metriku o tzv. ševčenkovský verš (střídání 6 a 8 slabičného trocheje, vycházejícího z verše ukrajinských lidových písní – kolomyjek) a dokázal tak, že jeho verše zůstávají stále živé.

### Poezie
- Kateryna (1838) – svobodná matka odloží své dítě a utopí se
- Ivan Pidkova (1839)
- Tarasova noc (1839)
- Kobzar (1840) – nejznámější sbírka, původně obsahovala 8 romantických básní. V pozdějších letech se tento titul vztahuje na Ševčenkovu poezii obecně a získal symbolický význam ukrajinského národního a literárního obrození.
- Hajdamáci (1841) – epická báseň o kozáckém povstání proti polské šlechtě na střední Ukrajině roku 1768. Kontroverzní dílo, obsahuje četné popisy násilností a nepřímo obhajuje antisemitismus (podobně jako např. Gogolův Taras Bulba).
- Hamalej (1842)
- Sen (1843) – ostrá satira feudálních poměrů, ve které zároveň modernizuje ukrajinský verš
- Čyhyryn (1844)
- Kacíř (1845, poema se silným slovanským cítěním o posledních létech mistra Jana Husa a o husitském hnutí[4][6]) Ševčenko ji věnoval P.J.Šafaříkovi[2][7]
- Kavkaz (1845)
- Chladná roklina (1845)
- Testament (1845)
- Lileja (1846)
- Rusalka (1846)
- Vidma (1847)
- Maria (1848) – svobodná matka sama vychová ze svého dítěte výjimečného člověka Ježíše

### Povídky
- Nájemnice
- Kněžna
- Muzikant (1855)
- Umělec

### Drama
- Nikita Hajdaj
- Nazar Stodola

## Galerie

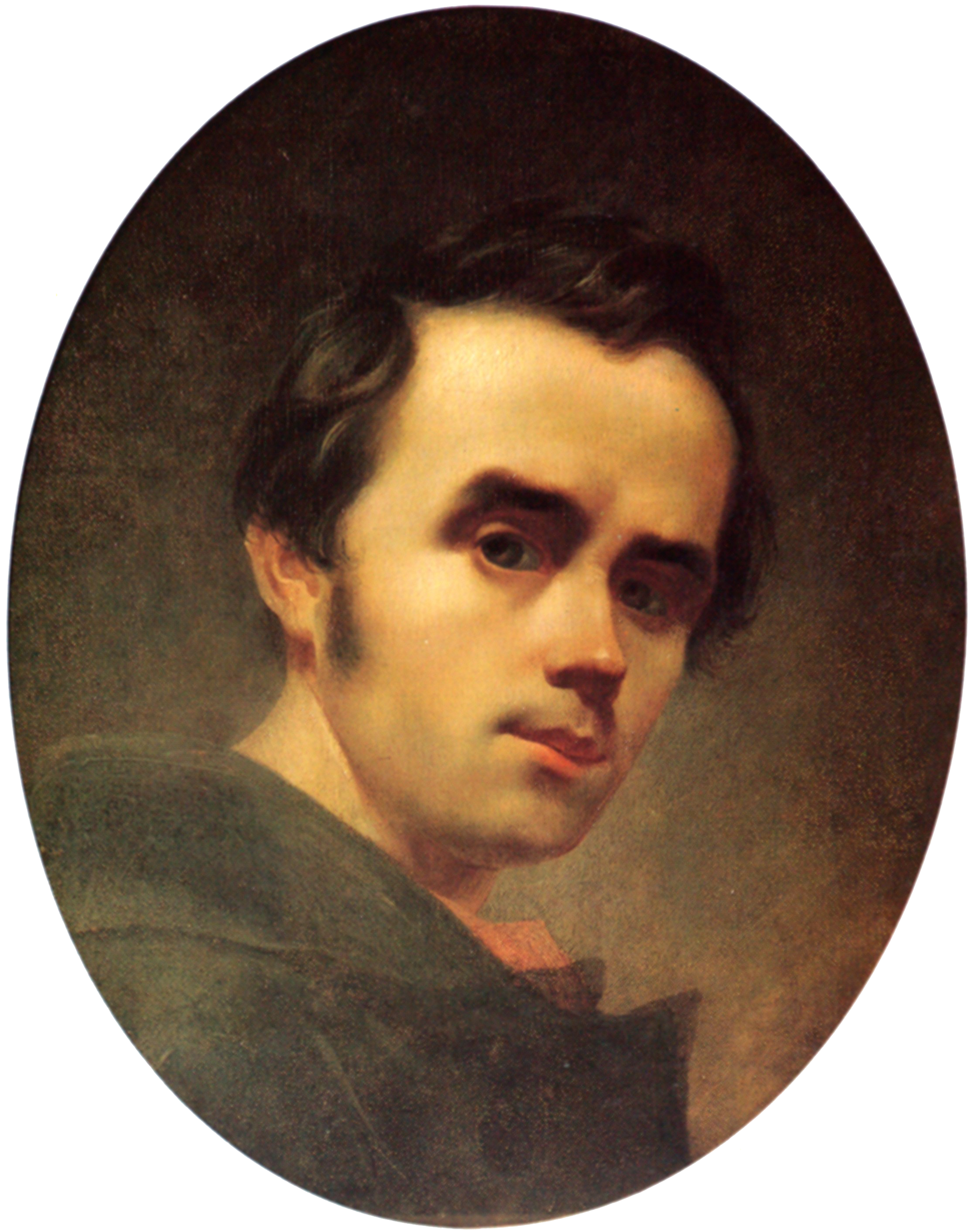
Autoportrét Tarase Ševčenka (1840)
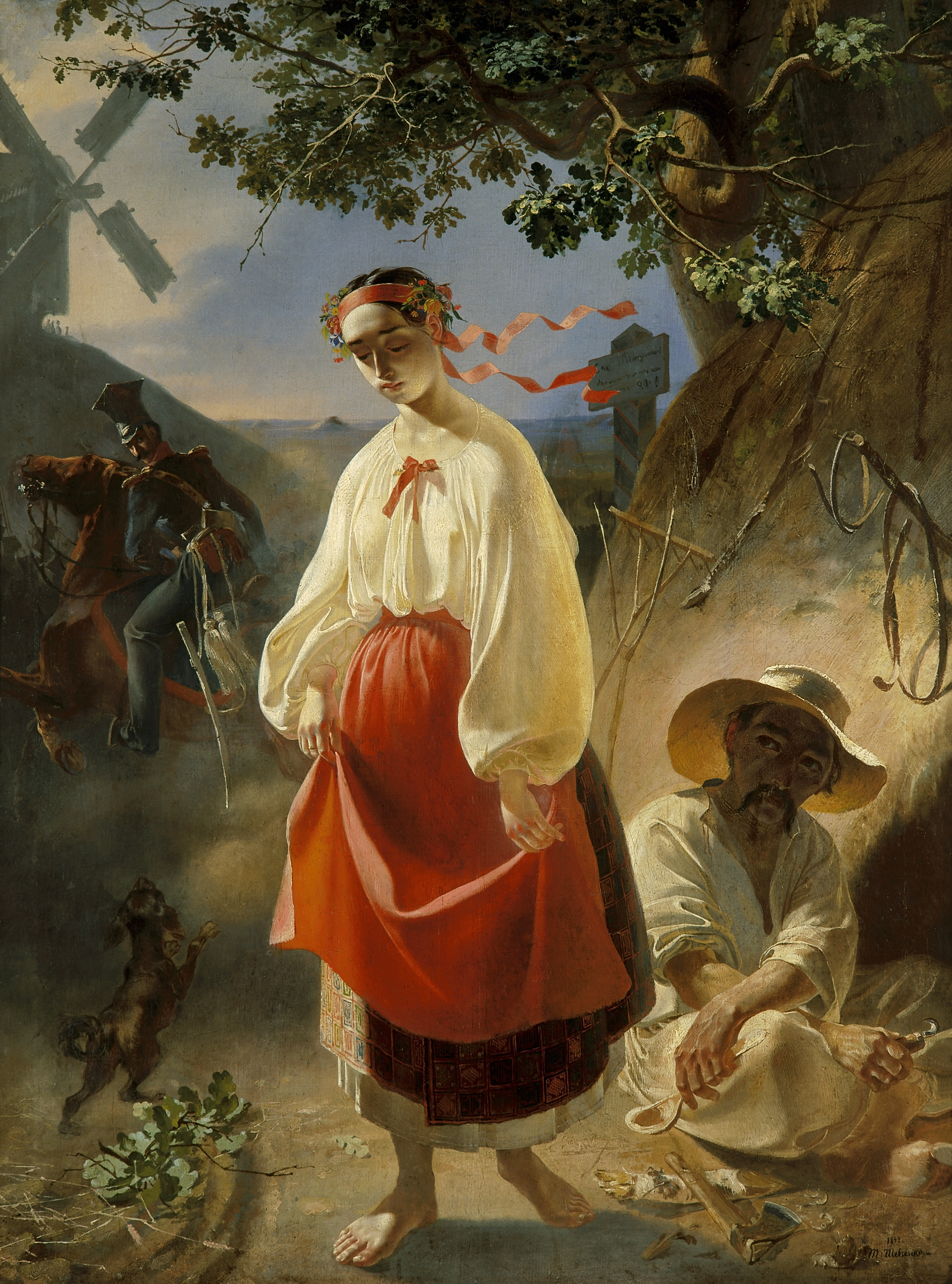
Kateřina (olej 1842)
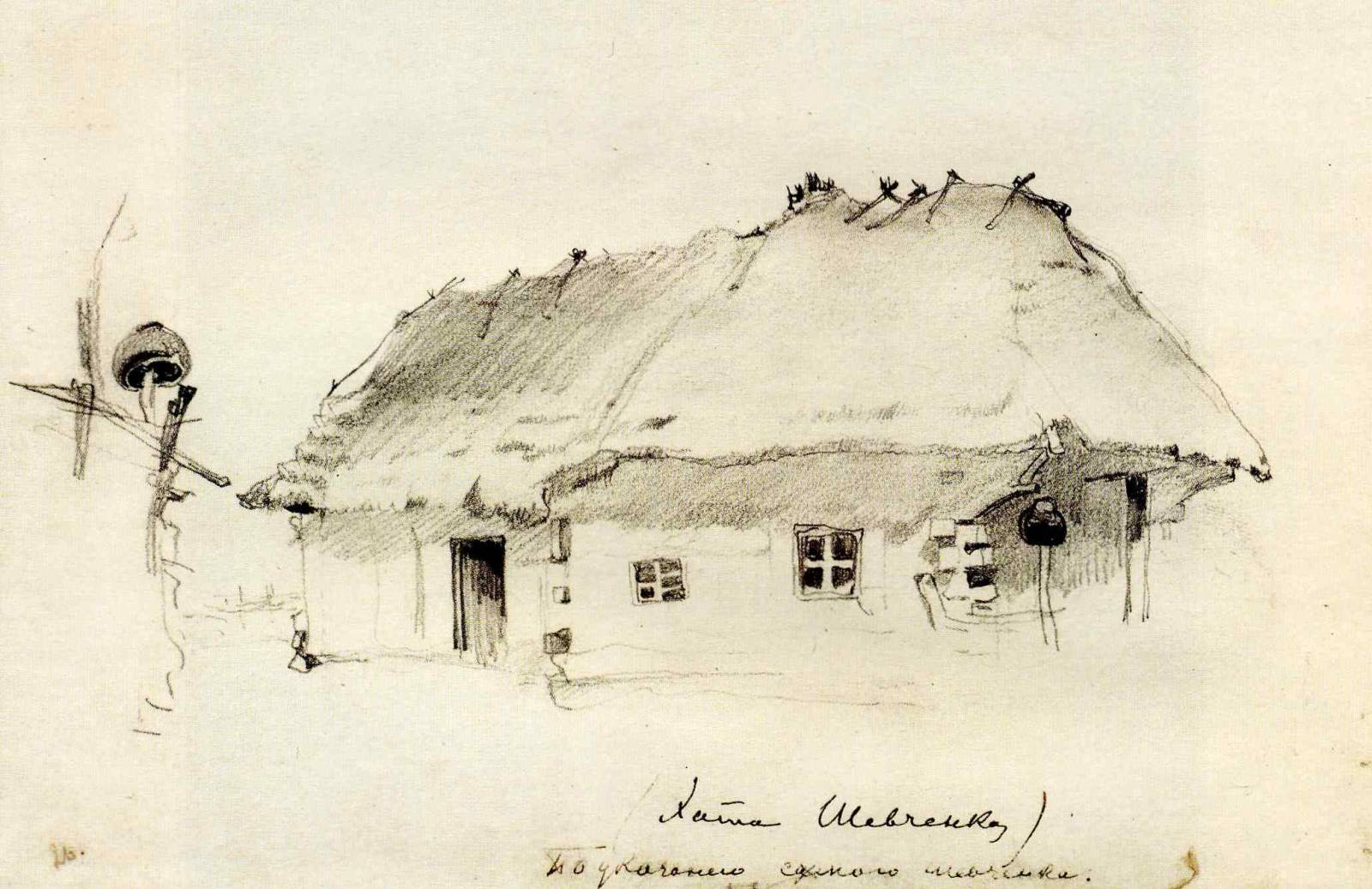
Dům rodičů v Kirylivce (perokresba, 1843)
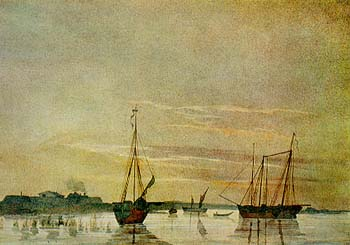
Škunery (Kos–Aralská expedice, 1848)
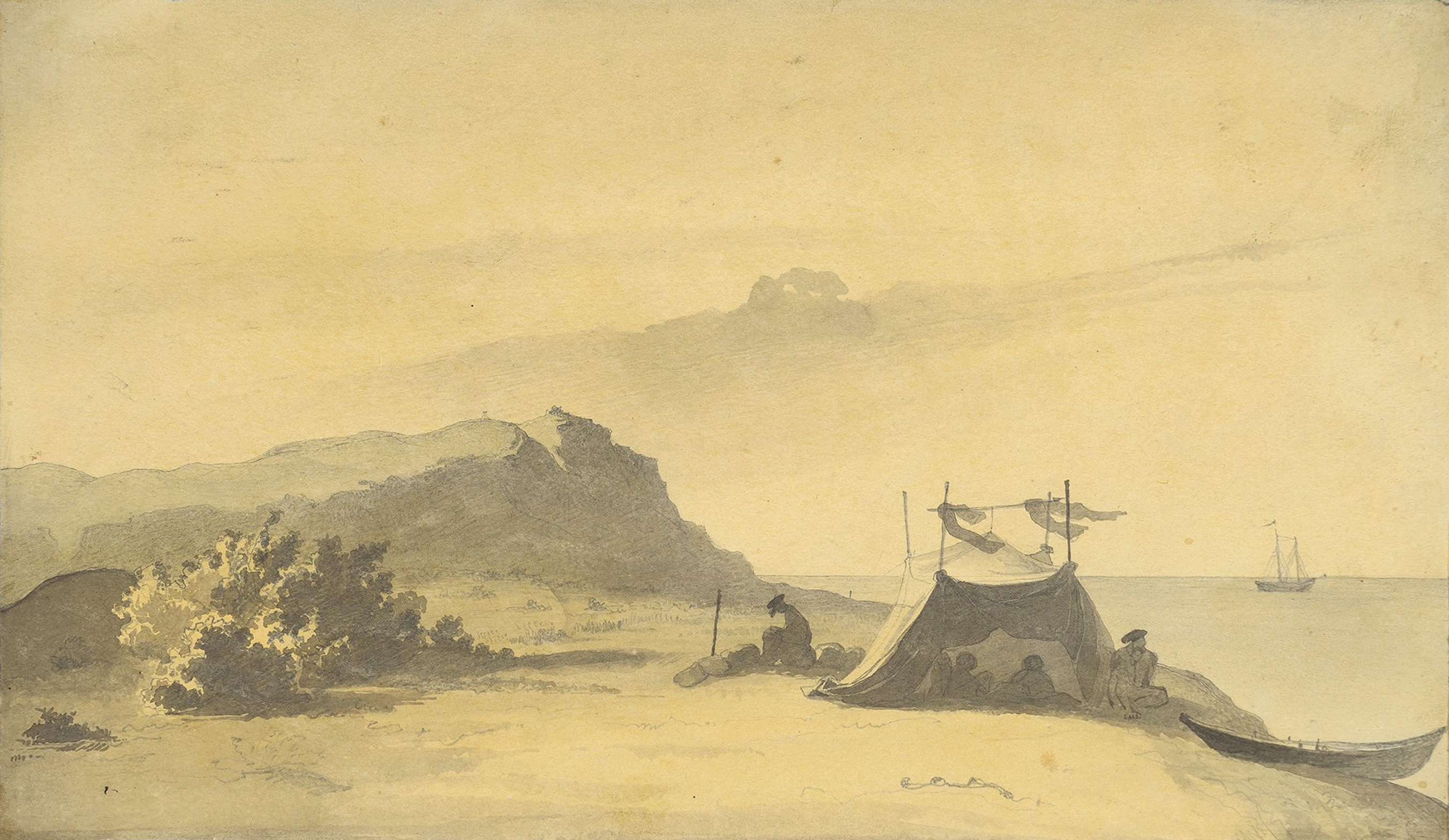
Stan na ostrově Barsa Kelmes (expedice 1848)
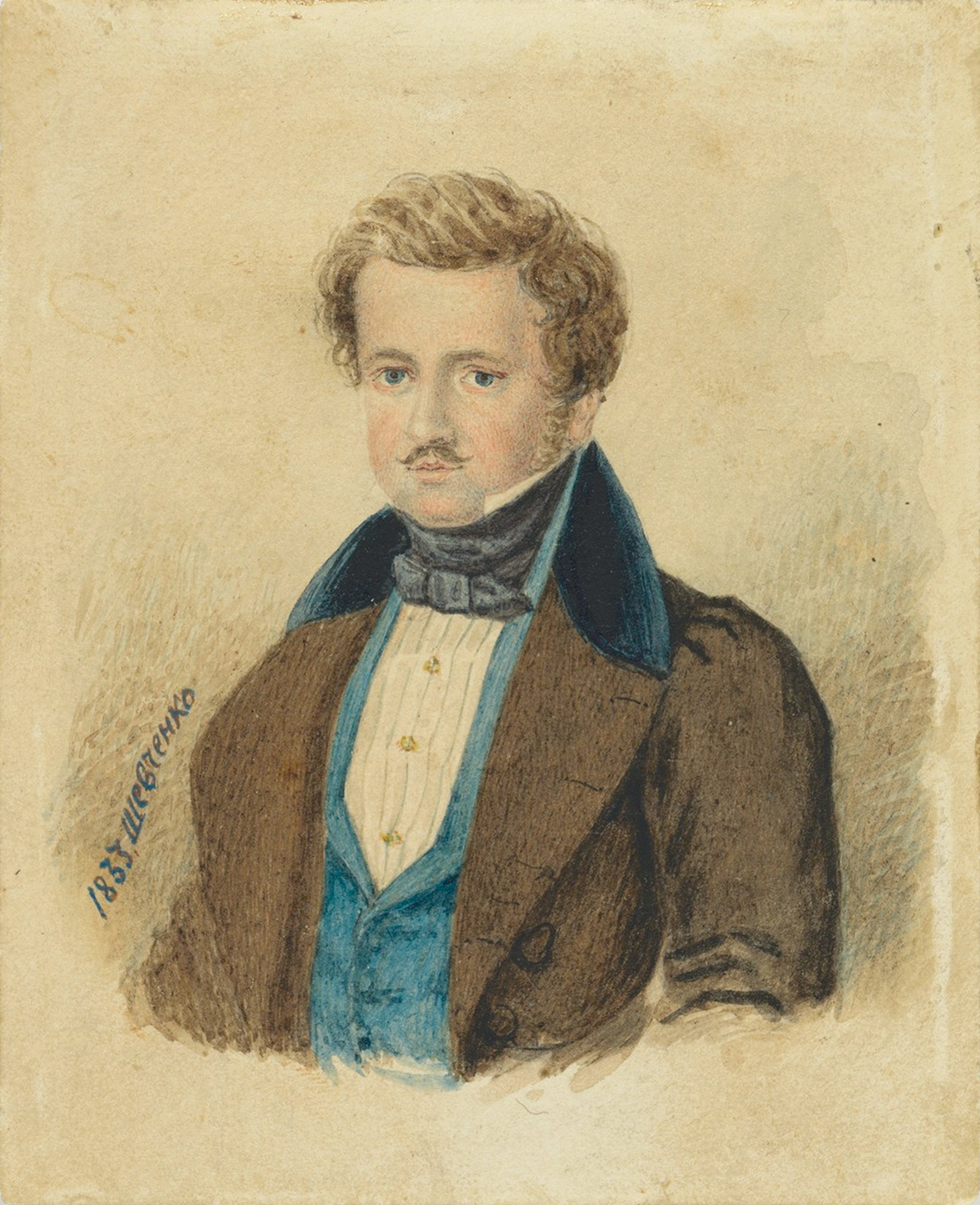
portrét P. Engelhardta (akvarel, 1833)
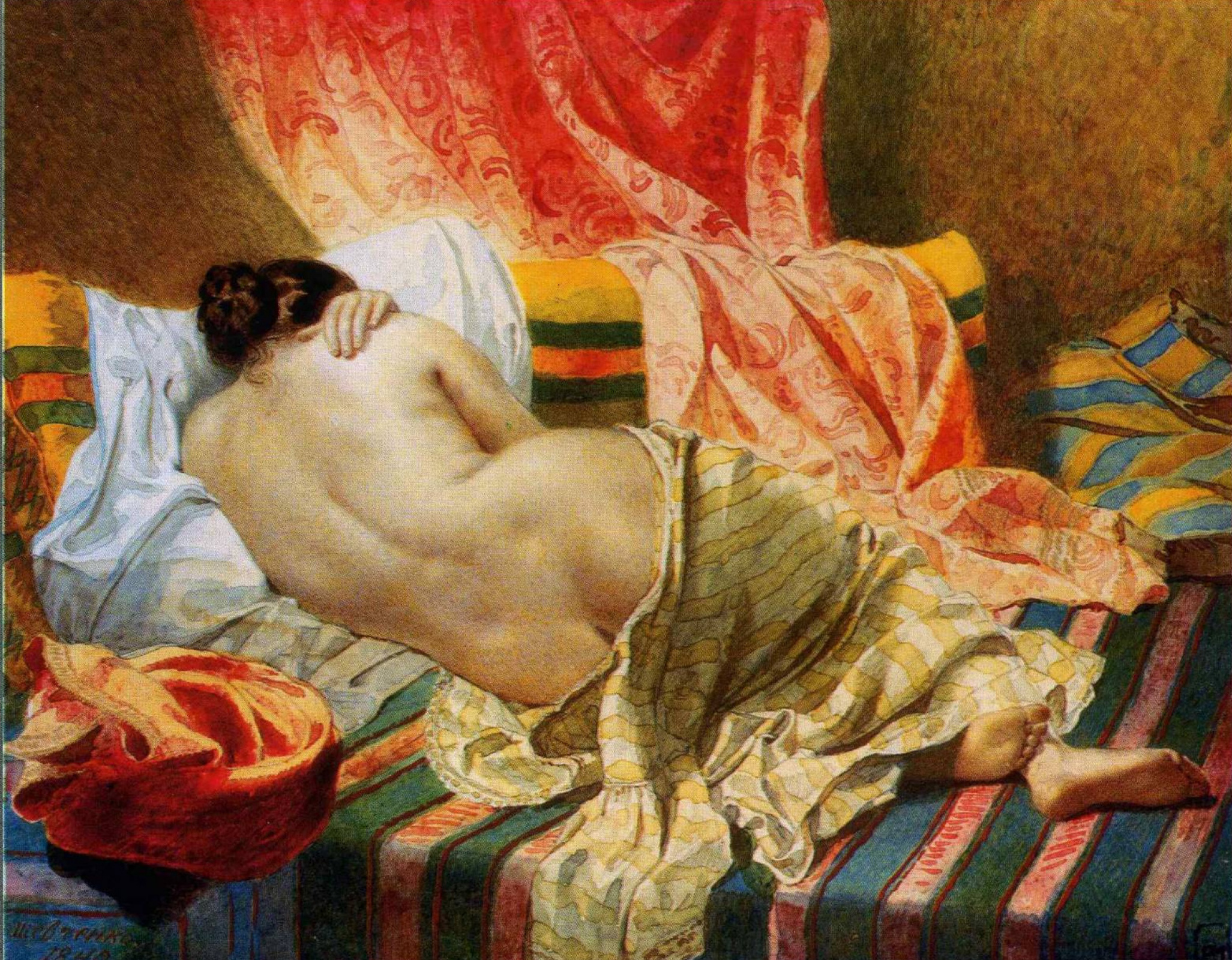
Akt (akvarel a bronz na papíře, 1840)
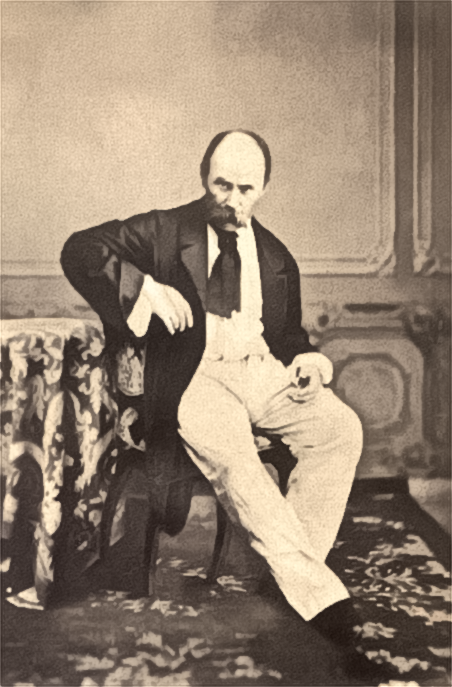
Ivan Hudovskyj: Taras Ševčenko, fotografie, 1859
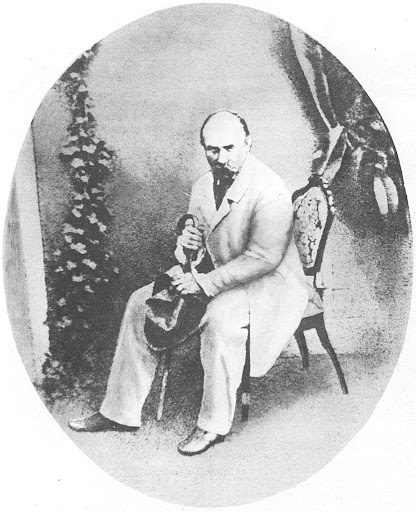
Ivan Hudovskyj: Taras Ševčenko, fotografie, 1859
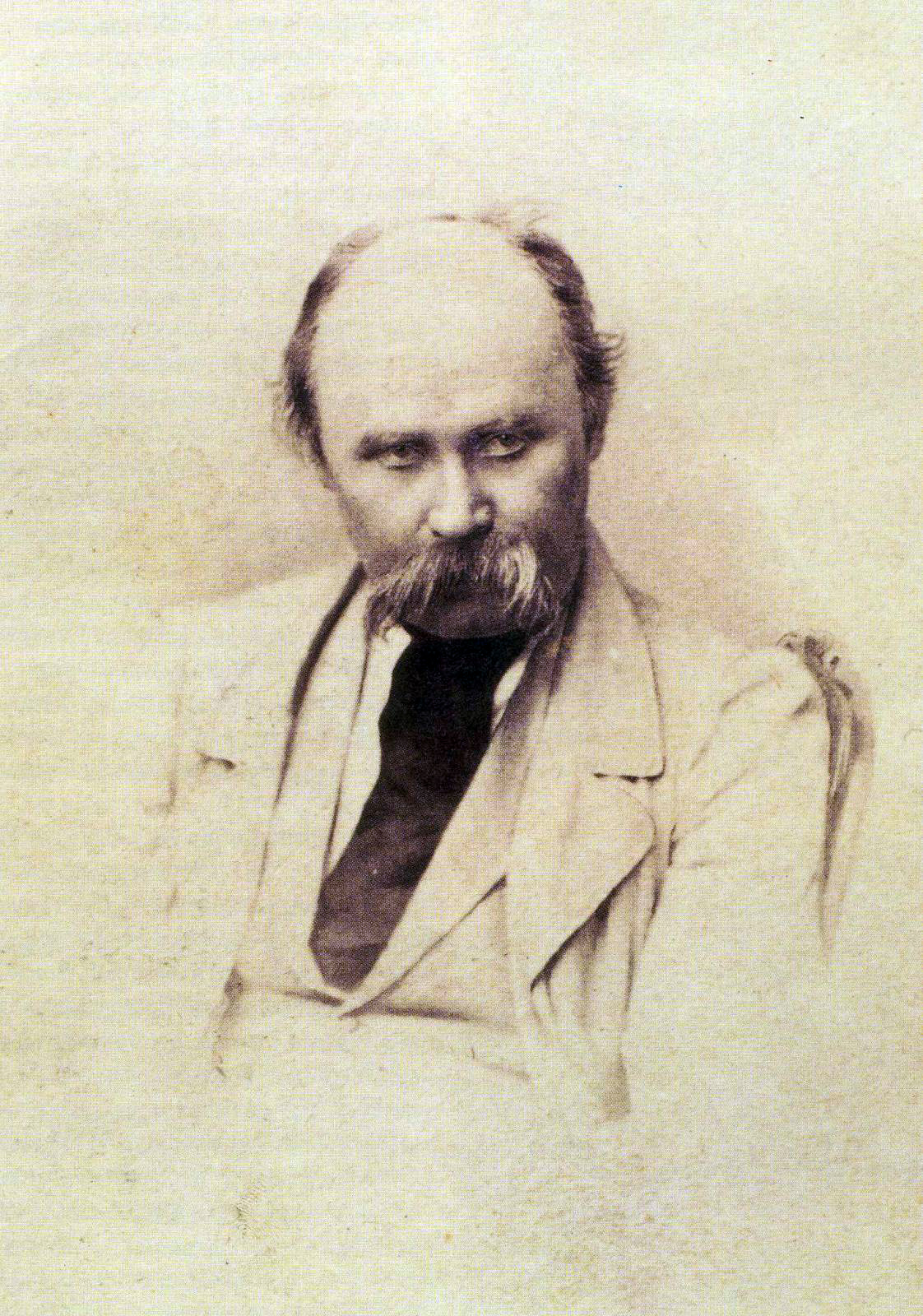
Ivan Hudovskyj: Taras Ševčenko, fotografie, 1860